# X/Open
X/Open war ein Konsortium aus Herstellern und Anwendern von Unix-Systemen mit dem Ziel, Unix zu einem offenen System weiterzuentwickeln, also die für Unix zur Verfügung stehende Anwendungssoftware zu vereinheitlichen und für diese gemeinsame Schnittstellen zur Verfügung zu stellen. Damit sollte die Abhängigkeit der Unix-Anwender von Systemen und Rechnern bestimmter Anbieter vermieden werden, die Interoperabilität verschiedener Anwendungen verbessert und das Portieren von Software erleichtert werden. Im Jahr 1996 schloss sich das X/Open-Konsortium mit der
Open Software Foundation zur Open Group zusammen.

## Geschichte
Gegründet wurde das Konsortium 1984. Seine Gründungsmitglieder waren die europäischen Unternehmen Bull, ICL, Siemens, Olivetti und Nixdorf; diese Gruppe nannte sich seinerzeit nach dem aus den Anfangsbuchstaben der Unternehmen gebildeten Apronym BISON. Nachdem später Philips und Ericsson dem Konsortium beigetreten waren, nahm die Gruppe den Namen X/Open an.
Das Konsortium publizierte seine Spezifikationen unter dem Namen X/Open Portability Guide (XPG). Die erste Ausgabe der Spezifikationen (XPG1) 1984 betraf grundlegende Schnittstellen des Unix-Betriebssystems. XPG2 aus dem Jahr 1987 befasste sich mit der Internationalisierung, der Interprozesskommunikation sowie den Programmiersprachen C, COBOL, Fortran, Pascal, der deklarativen Anfragesprache SQL und der Datenzugriffsmethode ISAM. XPG3 folgte anno 1988; sein wichtigstes Ziel war es, eine Konvergenz mit den POSIX-Betriebssystem-Spezifikationen herbeizuführen.
Bis 1990 stieg die Zahl der Mitglieder auf 21; die weiteren Unternehmen neben den bisherigen, rein europäischen sieben, waren AT&T, Digital, Unisys, Hewlett-Packard, IBM, NCR, Sun Microsystems, Prime Computer, Apollo Computers aus Nordamerika; Fujitsu, Hitachi, NEC aus Japan; des Weiteren die Open Software Foundation und Unix International.
X/Open hielt von 1993 bis 1996 die Rechte am Markennamen UNIX inne; nach dem Zusammenschluss mit der Open Software Foundation gingen die Rechte an die Nachfolgeorganisation Open Group über.